# Neukamerun

Grenzverlauf in Kamerun, 1901–1962

Als Neukamerun wurde ein Gebiet in Zentralafrika bezeichnet, das infolge der Zweiten Marokkokrise durch das sogenannte Marokko-Kongo-Abkommen vom 4. November 1911 von Frankreich als Kompensation für koloniale Aktivitäten in Marokko an das Deutsche Kaiserreich abgetreten und an die deutsche Kolonie Kamerun angegliedert wurde.

## Geschichte
Ziel der deutschen Politik war es, einen direkten Zugang zum schiffbaren Kongo zu erhalten und, im Hinblick auf eine erwartete Aufteilung von Belgisch-Kongo an andere europäische Kolonialmächte, sich eine günstige Ausgangsposition zur Abrundung des deutschen Kolonialbesitzes in Mittelafrika zu verschaffen. In diesem Zusammenhang wurde auch die Bezeichnung „Deutsch-Kongo“ verwendet.
Im Friedensvertrag von Versailles wurde 1919 bestimmt, dass Neukamerun ersatzlos wieder der französischen Kolonialherrschaft in Französisch-Äquatorialafrika unterstellt wurde.
Heute gehören die Gebiete Neukameruns zu Gabun, zur Republik Kongo, zur Zentralafrikanischen Republik und zur Republik Tschad.

## Territorium und Verwaltungsgliederung
Frankreich trat Teile seiner Kolonie Französisch-Äquatorialafrika an Deutschland ab. Das am Ost- und Südrand der damaligen deutschen Kolonie Kamerun gelegene Gebiet war 295.000 km² groß. Frankreich erhielt gleichzeitig den sogenannten „Entenschnabel“, ein 12.000 km² großes Gebiet zwischen Logone und Schari im Nordosten Kameruns, von Deutschland. Die deutschen Neuerwerbungen dieses Tausches wurden als Neukamerun bezeichnet, gelegentlich auch im Vergleich zur Abrundung Deutschlands durch das französische Elsass-Lothringen als „kongolesisches Elsass“.
Die Übergabe an deutsche Verwaltungsorgane (Militär- oder Zivilverwaltung) erfolgte in mehreren Schritten. Unter deutscher Hoheit wurde das Gebiet in sieben selbständige Bezirke und drei an bestehende Bezirke angegliederte Postenbereiche unterteilt:
- Bezirk Muni (Sitz: Ukoko)
- Bezirk Wolö-Ntem (Sitz Ojem)
- Bezirk Iwindo (mit Teilen des Altbezirks Ebolowa vereinigt, Sitz: Akoafim)
- Postenbereich Eta (zum Altbezirk Lomié)
- Postenbereich Ngoila (zum Altbezirk Jukaduma)
- Bezirk Unter-Ssanga (Sitz: Ikelemba)
- Bezirk Mittel-Ssanga-Lobaye (Sitz: Mbaiki)
- Bezirk Ober-Ssanga-Uham (Sitz: Carnot)
- Bezirk Ober-Logone (Sitz: Bumo)
- Postenbereich Lere (zur Residentur Garua)

## Sonstiges
- Ein Ort im Kreis Kolmar in der preußischen Provinz Posen trug zeitweilig diesen Namen. Das ist im heutigen Polen in der Wojewodschaft Wielkopolska, in der Nähe Poznańs.
- Neu Kamerun heißt eine Siedlung am Zeesener See in Königs Wusterhausen.

## Weblink
- Flaggenwechsel über Neukamerun – Zum 100. Jahrestag des Marokko-Kongo-Abkommens (virtuelle Ausstellung). Deutsches Bundesarchiv, 4. November 2011, abgerufen am 17. November 2019.